# Église unitarienne de toutes les âmes de Washington
Ne doit pas être confondu avec Église unitarienne de toutes les âmes de New York.
Église unitarienne de toutes les âmes de Washington, en anglais All Souls Church est une église unitarienne universaliste américaine située au 1500 Harvard Street NW, à Washington (district de Columbia). La conception de son bâtiment actuel, achevé en 1924, est basée sur St. Martin's-in-the-Fields à Londres. Il est inscrit au registre national des lieux historiques en 2020. All Souls est membre de l'Association universaliste unitarienne.

## Histoire

### XIXe siècle

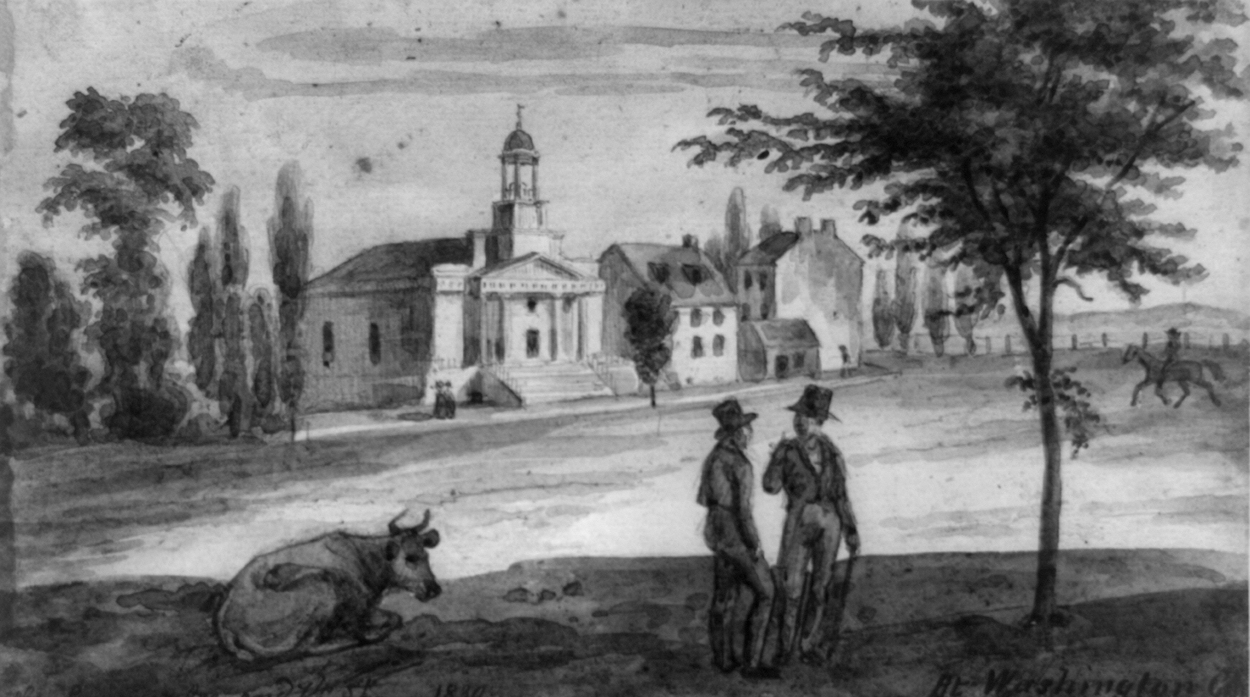
Le bâtiment d'origine, conçu par Charles Bulfinch, est situé à ce qui est maintenant l'intersection de la 6e et rue D du nord-ouest. Pennsylvania Avenue passe au premier plan.

All Souls est fondée en 1821 en tant que première église unitarienne de Washington. Parmi les membres fondateurs de l'église figurent le président John Quincy Adams, le vice-président John C. Calhoun. L'architecte est Charles Bulfinch, également architecte du Capitole des États-Unis. La cloche est coulée en 1822 par Joseph Revere, fils de l'orfèvre Paul Revere. Le président des États-Unis James Monroe participe personnellement à la souscription. Elle sert à l'origine quasi-officiellement de cloche de ville pour Washington, DC.

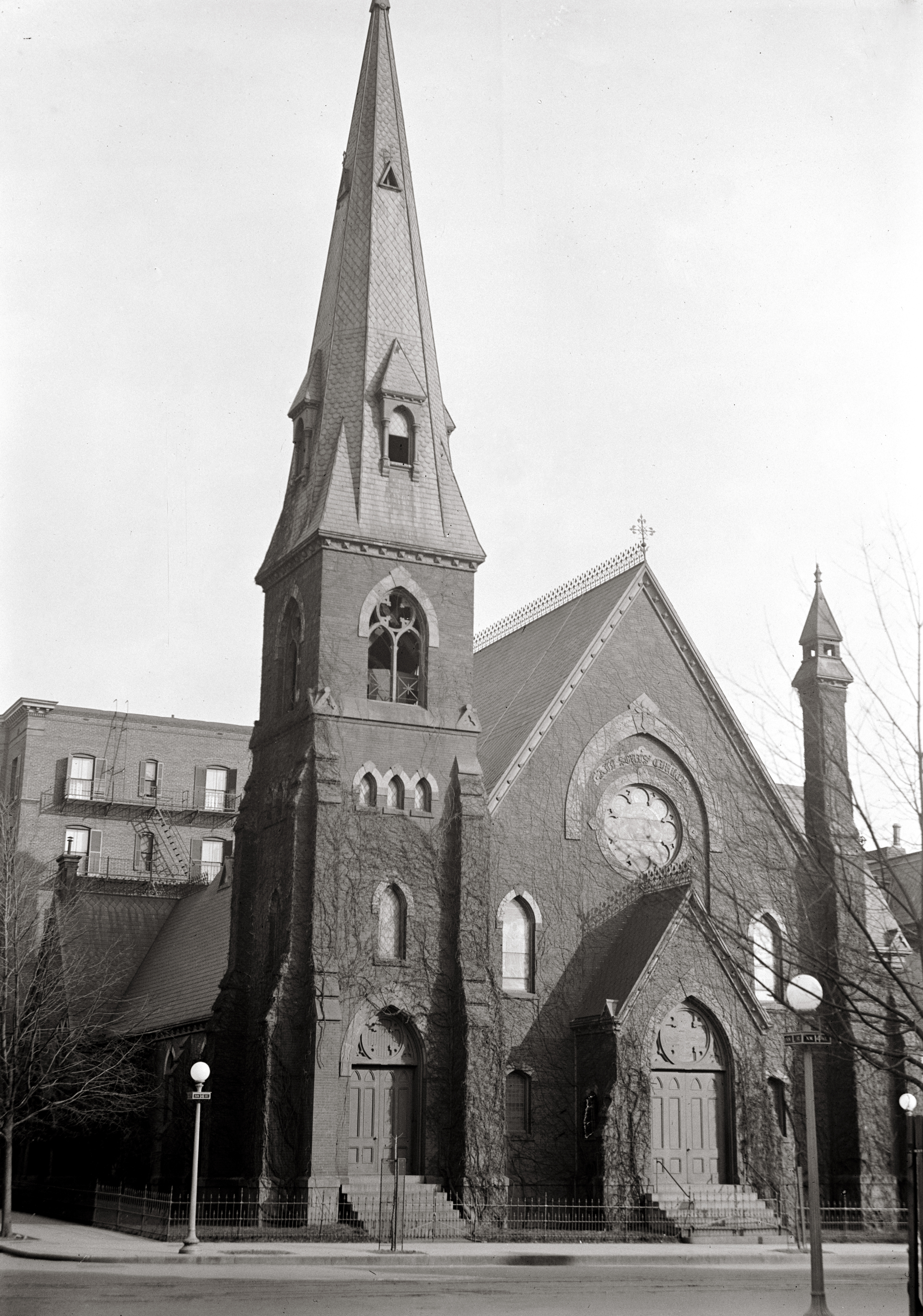
Ancien bâtiment de l'église All Souls au centre-ville de Washington, DC, vers 1916.

L'église a une longue tradition de promotion des opinions religieuses libérales et des questions de justice sociale. Dans la première moitié du XIXe siècle, elle est connue pour son opposition à l'esclavage et compte parmi ses anciens pasteurs l'abolitionniste William Henry Channing.
En 1877, la congrégation change son nom en All Souls Church, en référence aux paroles de William Ellery Channing, père fondateur de l'universalisme unitariej (et oncle de Willam Henry Channing) : « Je suis un membre de la famille vivante de toutes les âmes. »

### XXe siècle
En 1944, la communauté appelle A. Powell Davies pour être son pasteur. Davies devient un acteur de premier plan au niveau national pour ses opinions progressistes, prônant les droits civils des Afro-Américains et des femmes, la fin de la ségrégation et le maintien du contrôle des armes nucléaires entre des mains civiles. Pendant son mandat, All Souls organise une importante cargaison de fournitures scolaires pour les enfants survivants des attaques nucléaires sur Hiroshima et Nagasaki. Au cours de cette période, All Souls fonde le premier club de garçons sans ségrégation raciale de la ville, en réponse à la réticence du Police Boys 'Club à supprimer la ségrégation. Le ministère de Davies provoqué une croissance exponentielle à la fois à All Souls et dans la formation de nouvelles églises unitariennes dans la région de Washington, DC, avec notamment l'église unitarienne d'Arlington, l'église unitarienne de Mount Vernon et la congrégation unitarienne universaliste de Fairfax.
James Reeb, un martyr du mouvement américain des droits civiques, est pasteur adjoint à All Souls avant son meurtre à Selma, Alabama en 1965. La vision progressiste de All Souls s'est également poursuivie dans les années 1970 et 1980, sous le pasteur David Hilliard Eaton, le premier pasteur afro-américain de l'église. Des documents obtenus grâce à la loi sur la liberté d'information ont révélé que J. Edgar Hoover était si profondément méfiant à l'égard de la direction dans laquelle Eaton dirigeait All Souls qu'il a implanté un agent infiltré du FBI dans l'église pour surveiller la congrégation et saper le ministère d'Eaton.
L'activiste des droits civiques Lillian Smith a livré "The Mob and the Ghost" le 2 septembre 1961. L'activiste Angela Davis a parlé à All Souls en 1974.

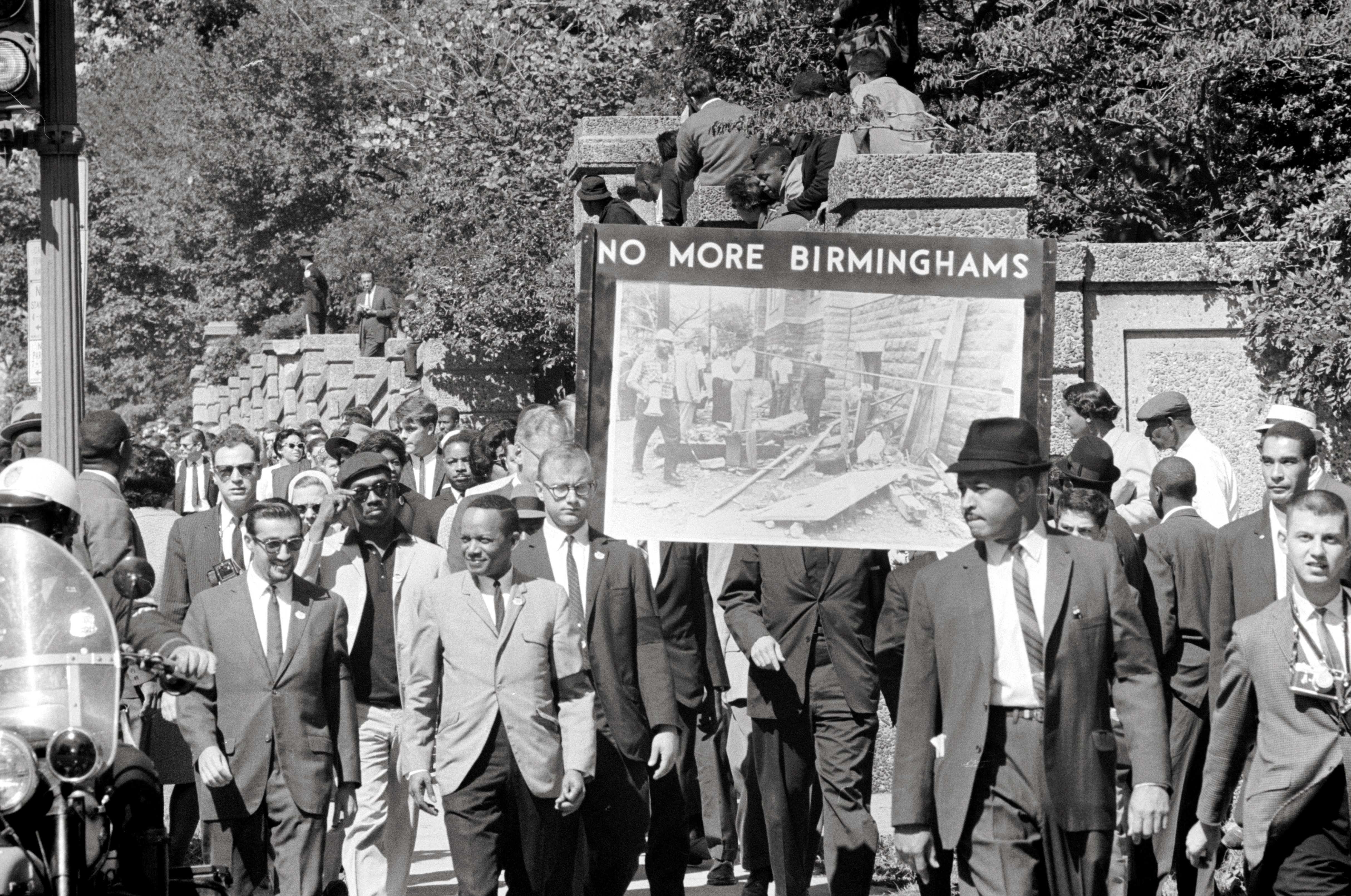
Des membres de l'église All Souls marchant à la mémoire des victimes de l'attentat à la bombe de l'église baptiste de la 16e rue d'Alabama, en septembre 1963.

All Souls organise des mariages interraciaux et homosexuels depuis des décennies.

### XXIe siècle
Le soir des attentats du 11 septembre 2001, All Souls et son nouveau premier ministre, Robert M. Hardies, tiennent un service commémoratif qui est couvert par la National Public Radio. Le 18 décembre 2009, le maire Adrian Fenty promulgue dans l'église la loi de 2009 sur la liberté religieuse et l'égalité du mariage civil, qui légalise le mariage homosexuel à Washington, DC.

## Musique
All Souls a deux chœurs principaux : le All Souls Choir et les Jubilee Singers.
L'album Jazz Samba de Charlie Byrd et Stan Getz a été enregistré le 13 février 1962 au Pierce Hall at All Souls.

## Fidèles notables
Parmi les membres éminents de All Souls figurent le président et juge en chef William Howard Taft, le juge associé Wiley B. Rutledge, l'ancienne maire de Washington DC Marion Barry, la mezzo - soprano Denyce Graves.